# جانسون بایو (لوئیزیانا)
جانسون بایو (به انگلیسی: Johnson Bayou) یک منطقهٔ مسکونی در ایالات متحده آمریکا است که در لوئیزیانا واقع شده‌است.